# 工藤夕貴
工藤 夕貴（くどう ゆうき、1971年1月17日 - ）は、日本の女優、歌手。ヒラタオフィス所属。血液型B型。堀越高等学校卒業。父は歌手の井沢八郎、実弟は元俳優で、実業家の工藤正貴。
継父はヒラタオフィス代表取締の桜井良樹。

## 来歴
歌手の井沢八郎の長女として東京都八王子市に生まれる。小学6年生で渋谷でスカウトされ芸能界入りし、TBS「ザ・ヒットステージ（TBS）」でデビュー。小堺一機相手にアイドルをメッタ斬りする毒舌中学生で話題になり、その後ハウス食品の、チキンラーメンタイプの袋麺「303」（さんじさんぷん〈3時3分〉、サンマルサンとも）のコマーシャルで「お湯をかける少女」として人気者となる。日立製作所のMSXパソコン、「MB-H1」の雑誌広告にも出演した。
デビュー後の数年間、井沢の娘であることを公表せずに芸能活動をしていた。夕貴によると「名が知られている父の娘として活動すると、『親の七光り』のように見られるかもしれない。自分の力で仕事をしていく為に、敢えて公表していなかった」と語る。しかし所々で報じられたため、本人の意思に反し、芸能活動を始めた頃から、井沢の娘であることは知られていた。
1984年、石井聰亙監督の『逆噴射家族』に出演し、女子プロレスラーとアイドル歌手を目指すミーハー娘を演じた。また、この映画の挿入歌「野生時代」で歌手デビューも果たす。また同じ頃、文化放送『ハッとミラクルアイドルナイター』で中学生パーソナリティとしてラジオデビュー。メインパーソナリティ扇一平アナウンサーとの絶妙の掛け合いが大きな話題を呼んだ。
1985年には、第1回東京国際映画祭のヤングシネマ部門で大賞を受賞した相米慎二監督の『台風クラブ』に主演し、若手実力派女優の地位を確固たるものにし、女優としても注目を集める様になった。1986年には、フジテレビ系アニメ『愛少女ポリアンナ物語』で本編と主題歌の両方に出演し、声優デビューも果たした。
1990年、今井正監督の遺作となった映画『戦争と青春』に主演し、第15回日本アカデミー賞優秀主演女優賞、ブルーリボン賞主演女優賞を始めとする、複数の主演女優賞を受賞。
同年より、ユネスコのボランティア活動の一環として、タイの教育施設への支援に取り組んだ。
1991年1月15日、NHK「成人の日」番組において、自分の母親が着たウェディングドレスを着用して出演、自分を含む新成人たちへのメッセージと歌を披露した。
1991年、自作の童話『王女シルビア』を発表。
1995年にハワイ在住の日系アメリカ人男性と結婚したが、3年後に離婚。
ジム・ジャームッシュ監督作品のアメリカ映画『ミステリー・トレイン』に出演して以来、アメリカを始めとする多くの海外作品にも出演する様になり、1999年には、スコット・ヒックス監督作品のユニバーサル世界配給のハリウッド映画『ヒマラヤ杉に降る雪』に主演し、ゴールデン・サテライト賞の主演女優賞にノミネートされ、国際派女優としての地位を確立した。
その後、ハリウッドへ活動拠点を移し、アメリカの映画やTVドラマを中心に活動していたが、2005年、父・八郎の病気により日本へ帰国する事となり、日本へ活動拠点を戻した。同年には、地球ゴージャスのミュージカル『クラウディア』に出演し、新しい魅力を印象付けた。
また2006年10月には、第19回東京国際映画祭にて、コンペティション部門の審査員を務めた。
2007年1月17日に父・八郎が食道癌で逝去。奇しくもその日は夕貴自身の誕生日であった。同年8月25日には、ジャッキー・チェンや真田広之と共演したニュー・ライン・シネマ世界配給のハリウッド映画『ラッシュアワー3』が国内で公開された。
2008年、主演した日本映画『春よこい』では、夫が殺人容疑で指名手配され、家族を守り続ける母親役を演じた。
2009年、アメリカ映画『リミッツ・オブ・コントロール』に出演、ジム・ジャームッシュ監督作品への出演は20年ぶりであった。
2010年10月10日に公務員で武道家の7歳年上の男性と再婚したことを発表した。
2012年、クロード・ガニオン監督の日本・カナダ合作映画『カラカラ』に主演、同作品はモントリオール世界映画祭で、「世界に開かれた視点賞」と、「カナダ映画を対象にした観客賞」を受賞した。

## エピソード
- アイドル歌手としてデビューする際、非常に高額のプロモーション費用が投じられたことが、そのままプロモーションの一環として喧伝された。同様の例にはセイントフォー、橋本美加子などがある。ただし「高額プロモーション喧伝アイドル」の多くは、歌手として大成しておらず、工藤も歌手としてよりも女優としての活躍の方が著名である。
- 歌手としてうまくいかず、14歳の頃、地方のイベントで生卵を投げられたり、ファンレターだと思って開封すると切り刻まれた写真が入っていたという嫌がらせを受けていた。当時は学校でもいじめに遭っていたという。「売れなかったから辞めた」と思われるのが嫌だったが、ある監督から「外国ではどんな有名な女優さんもオーディションで決められる。君も外国を目指したらどうか」と言われ、やる気になった[11]。
- 2023年現在、静岡県富士宮市に広大な土地を購入し農業を行いながら、自宅の隣に「カフェ ナチュレ」というカフェをオープンさせている。
- 『ぼっち村』（ISBN:978-4-594-07326-8）の著者・市橋俊介と交流がある。それによると、2015年に市橋は、偶然夫と遭遇し、その縁で出会ったという。また、その時点で『有機JAS農産物認定圃場』であった事も記載されている[12]。
- 父・井沢八郎が亡くなった際には父親のヒット曲である「あゝ上野駅」を、自分が歌い継ぐと宣言していたが、2022年5月17日になって晴れて実現する運びとなった[13]。

## 出演

### 映画
- 逆噴射家族（1984年）- 小林エリカ 役
- 台風クラブ（1985年）- 高見理恵 役
- 祝辞（1985年）
- 本場ぢょしこうマニュアル 初恋微熱篇（1987年）- 沢木みちこ 役
- 花園の迷宮（1988年）- 冬実 役
- 青い山脈'88（1988年）- 寺沢新子 役
- ミステリー・トレイン（1989年）- ミツコ 役
- 戦争と青春（1991年）- 花房咲子/花房ゆかり 役
- ピクチャーブライド（1994年）- リヨ 役
- ヘヴンズ・バーニング（1997年）
- ヒマラヤ杉に降る雪（1999年）- ハツエ・ミヤモト 役
- 風の絨毯（2003年）
- SAYURI（2005年）- Pumpkin 役
- 佐賀のがばいばあちゃん（2006年）- 明広の母 役
- インプリント〜ぼっけえ、きょうてえ〜（2006年）- 女郎 役
- ラッシュアワー3（2007年）- ジャスミン 役
- L change the WorLd（2008年）K/久條希実子 役
- 春よこい（2008年）- 尾崎芳枝 役
- リミッツ・オブ・コントロール（2009年）- モレキュール 役
- 座頭市 THE LAST（2010年）-トヨ 役
- 大地の詩 -留岡幸助物語-（2011年）- 留岡夏子 役
- カラカラ（英語版）（2012年） - 純子 役
- この国の空（2015年）[14]
- 俳優 亀岡拓次（2016年） - 藤井 役[15]
- 緑色音楽（2017年） - 風呂田美枝子 役
- 青の帰り道（2018年） - 冴子 役
- WE ARE LITTLE ZOMBIES（2019年） - リエ 役[16]
- ブライトン・ミラクル（2019年） - ネリー・ジョーンズ 役

### 劇場アニメ
- BLOOD THE LAST VAMPIRE（2000年）小夜 役

### テレビドラマ
- 眠る盃（1985年、TBS系）
- 殺人よ、こんにちは（1985年11月28日、フジテレビ系）
- 真田太平記（1985年、NHK）
- 親にはナイショで…（1986年、TBS系）- 村山杏子 役
- 太陽にほえろ!第713話「エスパー少女・愛」（1986年、日本テレビ系）西谷愛 役
- ジャンプアップ!青春（1986年、日本テレビ）- 岡田かおり 役
- セーラー服恋愛教室 愛のレッスンA!B!!C!?（1986年1月6日フジテレビ月曜ドラマランド）
- 奥様は不良少女!? おさな妻（1985年6月10日、フジテレビ月曜ドラマランド）
- 奥さまは不良少女!? おさな妻2（1986年6月2日、フジテレビ月曜ドラマランド）
- 一休さん・喝!（1986年、テレビ東京系）さなえ 役
- 白虎隊（1986年、日本テレビ系）- 井上由美子 役
- 必殺剣劇人（1987年、朝日放送）お七 役
- 水戸黄門 第17部 第22話「惚れた娘はお姫様 -竜野-」（1988年1月25日、TBS / C.A.L）- 茶々姫 役
- ダウンタウン探偵組（1988年、テレビ朝日系）
- 裸の大将放浪記 第34話「天からマリアが降ってきたー長崎編」（1989年、関西テレビ系）
- 子供、ほしいね（1990年、フジテレビ系）- 久保田うらら 役
- 白旗の少女（1990年、フジテレビ系）
- ネコノトピアネコノマニア（1990年、NHK）
- 世にも奇妙な物語 「赤い雲」（1991年、フジテレビ系） - 東山久美子 役
- 大岡越前 第12部 第14話「姫様の好物ふかし藷」（1992年1月20日、TBS / C.A.L）- 菊姫 役
- 女子大生ホステス名探偵 華やかな密室殺人第1作（1992年、TBS）
- 主婦たちのざけんなヨII「子供作ルベカラズ」（1992年、フジテレビ系）- 宮川里香 役
- 琉球の風（1993年、NHK）- 羽儀 役
- 青空にちんどん（1994年、NHK）- 岡野亜未→星山亜未 役
- 君に伝えたい「私の恋は売約済み」（1994年、MBS/TBS系）
- 寝たふりしてる男たち（1995年、日本テレビ系）- 星川ユリ子 役
- 名奉行 遠山の金さん 第7シリーズ（1995年、テレビ朝日系）- お仙 役
- サイコドクター 第4話「愛されたいだけ…セックス依存症の女」（2002年、日本テレビ系）- 沖野名美 役
- 終戦特集ドラマ 東京が戦場になった日（2014年3月15日、NHK）- 高木栄子 役
- 山女日記〜女たちは頂を目指して〜（2016年、NHK BSプレミアム）- 立花柚月 役
  - 山女日記〜山フェスに行こう/アルプスの女王〜（2017年）
  - 山女日記3（2021年）
- 下町ロケット（2018年、TBS） - 殿村咲子 役
- 着飾る恋には理由があって（2021年、TBS） - 真柴すみれ 役
- ケーキの切れない非行少年たち（2023年6月20日、NHK BS1） - 小平里美 役[17]

### ミュージカル
- タッチ（1987年）-　浅倉南 役
- 魔女の宅急便（1993年）-　キキ 役
- 地球ゴージャス『クラウディア』再演（2005年）

### スポーツ
- Let's！クライミング（2017年、NHKBS1）

### バラエティ
- スターの殿堂 エド・サリバンショー（NHK総合、1992年11月3日） - パイロット版司会
- なるほど!ザ・ワールド（フジテレビ） - レギュラー回答者
- 蝶々・たけしの21世紀まで待てない!!（読売テレビ） - レギュラー
- THE夜もヒッパレ（日本テレビ） - 不定期出演
- 探偵!ナイトスクープ（ABCテレビ） - 週替わり秘書（2019年2月15日放送）

### ドキュメンタリー
- にっぽん百名山スペシャル「きょうは山の日　山の恵みに感謝しよう！」・湊かなえ＆工藤夕貴・仙丈ケ岳篇　（2016年8月11日、NHK BSプレミアム）
- 躍動する大自然 奇跡の絶景ストーリー「霊峰・白山～開山1300年～」（2017年11月23日、NHK BS1） - 旅人
- ニッポン印象派「白い山の花畑への道」（2020年3月10日、NHK BSプレミアム） - 語り

### テレビアニメ
- 愛少女ポリアンナ物語（1986年、フジテレビ系）カレン 役、主題歌担当

### ラジオ
- 大沢悠里のゆうゆうワイド - TBSラジオ、2015年7月27日[18]
- 一平・夕貴のアイドルQ&A（1984年 - 1985年、文化放送）※「ハッとミラクル!!アイドルナイター」の1コーナー
- 文化放送 パンゲア計画（1990年 - 1999年、文化放送）
- 工藤夕貴の必殺!おもしろ塾（民放AM各局）
- THE工藤夕貴ラジオとびます!とびます!!（民放AM各局）

### ゲーム
- BLOOD THE LAST VAMPIRE 上巻 / 下巻（2000年、ソニー・コンピュータエンタテインメント）小夜 役

### CM
- ハウス食品「チョコスナック　さかなかな?!」「303ヌードル」「スカッシュゼリー」（1984年）
- 日立 MSXパソコン 「H1」「H2」（1984年）
- LION「フルーツシャワー シャンプー・リンス」（1984年）共演:田中律子・森尾由美
- ACジャパン「わたしはこうして自然保護」（1989年）
- 伊那食品工業・かんてんぱぱ「ババロリア」 （1989年）
- ヤマサ醤油（1990年）[19]
- 東芝「S-VHS・レンタルポジション A-E51」（1990年）
- ホテル ラ・レインボー（1990年）
- ヤマヒサ（1990年）
- 英会話ECC（1992年 - 1993年）
- Esso（現：ENEOS）「サンリオグッズプレゼントキャンペーン」（1992年）
- チョーヤ梅酒「ウメッシュ」（1993年）
- 常盤薬品工業「南天のど飴」
- 通販生活（2008年）

## ディスコグラフィ

### シングル
| #                                             | 発売日          | A/B面          | タイトル                         | 作詞            | 作曲             | 編曲                | 規格品番       |
| ハミングバード                                | ハミングバード  | ハミングバード | ハミングバード                   | ハミングバード  | ハミングバード   | ハミングバード      | ハミングバード |
| --------------------------------------------- | --------------- | -------------- | -------------------------------- | --------------- | ---------------- | ------------------- | -------------- |
| 1                                             | 1984年 12月20日 | A面            | 野生時代                         | 大津あきら      | いけたけし       | 若草恵              | 7HB-10         |
| 1                                             | 1984年 12月20日 | B面            | I Miss You                       | いつか          | 杉原葉子         | 若草恵              | 7HB-10         |
| 2                                             | 1985年 4月5日   | A面            | ヒロイン                         | 大津あきら      | 鈴木キサブロー   | 若草恵              | 7HB-15         |
| 2                                             | 1985年 4月5日   | B面            | 銀河のエトランゼ                 | 大津あきら      | 鈴木キサブロー   | 若草恵              | 7HB-15         |
| 3                                             | 1985年 7月21日  | A面            | ときめきFALL IN YOU              | 高村圭          | 山崎稔           | 大谷和夫            | 7HB-20         |
| 3                                             | 1985年 7月21日  | B面            | 素敵なミステイク                 | 高橋研          | 高橋研           | 大谷和夫            | 7HB-20         |
| 4                                             | 1985年 11月21日 | A面            | シンデレラ・リバティもへっちゃら | 売野雅勇        | 芹澤廣明         | 大谷和夫            | 7HB-22         |
| 4                                             | 1985年 11月21日 | B面            | Diaryは秘密でいっぱい            | 売野雅勇        | 芹澤廣明         | 大谷和夫            | 7HB-22         |
| 5                                             | 1986年 2月21日  | A面            | し・あ・わ・せカーニバル         | 岩里祐穂        | 芹澤廣明         | 和泉一弥            | 7HB-24         |
| 5                                             | 1986年 2月21日  | B面            | 愛になりたい                     | 岩里祐穂        | 芹澤廣明         | 和泉一弥            | 7HB-24         |
| 6                                             | 1986年 8月21日  | A面            | 微笑むあなたに会いたい           | 浅見純          | 鈴木キサブロー   | 矢野立美            | 7HB-26         |
| 6                                             | 1986年 8月21日  | B面            | 幸福                             | 三浦徳子        | 小杉保夫         | 矢野立美            | 7HB-26         |
| 7                                             | 1986年 11月21日 | A面            | ガールフレンド                   | 秋谷銀四郎      | 鈴木キサブロー   | 矢野立美            | 7HB-28         |
| 7                                             | 1986年 11月21日 | B面            | ハートブレイクの微笑             | 松井五郎        | 鈴木キサブロー   | 和泉一弥            | 7HB-28         |
| 8                                             | 1987年 3月21日  | A面            | 君のハートにタッチ               | 吉元由美        | 芹澤廣明         | 芹澤廣明            | 7HB-32         |
| 8                                             | 1987年 3月21日  | B面            | TEARS FOR GIRLS                  | 吉元由美        | 芹澤廣明         | Light House Project | 7HB-32         |
| ビクター音楽産業 → ビクターエンタテインメント |                 |                |                                  |                 |                  |                     |                |
| 9                                             | 1989年 6月21日  | 01             | ちょっとだけくずしたい           | 麻生圭子        | 佐藤健           | 小林信吾            | VDRS-1151      |
| 9                                             | 1989年 6月21日  | 02             | ロマンスにはタイミング           | 谷穂ちろる      | 西平彰           | 鷺巣詩郎            | VDRS-1151      |
| 10                                            | 1989年 12月16日 | 01             | 硝子の舟〜mon mec a moi〜        | さかたかずこ    | F.Bernheim       | 清水信之            | VDRS-1197      |
| 10                                            | 1989年 12月16日 | 02             | (Solitaire Version)              | さかたかずこ    | F.Bernheim       | 清水信之            | VDRS-1197      |
| 11                                            | 1990年 12月5日  | 01             | 夢が叶う                         | さかたかずこ    | G.Nacash         | 清水信之            | VIDL-10078     |
| 11                                            | 1990年 12月5日  | 02             | CHILDREN OF THE WORLD            | 工藤夕貴        | A.Van Wyk A.Etto | 藤木和人            | VIDL-10078     |
| 12                                            | 1991年 9月21日  | 01             | 昭和                             | 谷村新司        | 谷村新司         | 佐孝康夫            | VIDL-10156     |
| 12                                            | 1991年 9月21日  | 02             | 22歳                             | 谷村新司        | 谷村新司         | 佐孝康夫            | VIDL-10156     |
| 13                                            | 1993年 1月21日  | 01             | さよならサンバ                   | 工藤夕貴        | 坂田和子         | 矢野立美            | VIDL-10309     |
| 13                                            | 1993年 1月21日  | 02             | 回帰線                           | 工藤夕貴        | 工藤夕貴         | 矢野立美            | VIDL-10309     |
| 14                                            | 1993年 5月1日   | 01             | 旅立ちの唄                       | 阿木燿子        | 宇崎竜童         | 関谷聡              | VIDL-10341     |
| 14                                            | 1993年 5月1日   | 02             | 新しい冒険の始まり               | 阿木燿子        | 宇崎竜童         | 関谷聡              | VIDL-10341     |
| 15                                            | 1994年 1月10日  | 01             | 想い出はエメラルド               | 道山智之        | 財津和夫         | 矢野立美            | VIDL-10483     |
| 15                                            | 1994年 1月10日  | 02             | ブルースにさようなら             | J.Manning       | 大田黒裕司       | 矢野立美            | VIDL-10483     |
| 16                                            | 1995年 3月1日   | 01             | MAYBE TONIGHT                    | M.Cass          | M.Cass Edison    | Edison              | VIDL-10621     |
| 16                                            | 1995年 3月1日   | 02             | WINSTON O'REILLY                 | M.Cass G.Cockle | Edison           | Edison              | VIDL-10621     |

### 演歌シングル
- 父さん見てますか（2023年11月8日発売、ヨーキーレコード、規格品番  YOUKICD-009）
  - 01 父さん見てますか （作詞 合田道人、作曲  五木ひろし、編曲 佐藤和豊）
  - 02 あゝ上野駅  （作詞 関口義明、作曲 荒井英一、編曲 鳴海周平）
  - 03 父さん見てますか (オリジナル・カラオケ)
  - 04 あゝ上野駅 (オリジナル・カラオケ)

### アルバム
1. Sensation （1985.02.16）
  1. プロローグ
  2. 野生時代
  3. 愛my
  4. 誘惑迷路
  5. オトナ以前
  6. 微熱のエンジェル
  7. バッド・ガール
  8. スリルな告白
  9. 小悪魔のラプソディ
  10. I Miss You
2. Only You （1985.09.21）
  1. ときめきFALL IN YOU
  2. もう一度Sing For Me
  3. もうそこまでの季節
  4. 哀しみのLonely Rain
  5. Only You
  6. 青い疑問符
  7. ヒロイン
  8. 素敵なミステイク
  9. ダルセーニョで抱きしめて
  10. 陽灼けしたスケッチ
3. STRAWBERRY TOWN （1986.03.21）
  1. し・あ・わ・せカーニバル
  2. 恋はかけひき
  3. ラストダンスへようこそ
  4. BOYS AND GIRLS
  5. シンデレラ・リバティもへっちゃら
  6. Touch Me Summer
  7. 涙のペチコート
  8. Diaryは秘密でいっぱい
  9. カレン
  10. 愛になりたい
4. Memories （1986.12.16）
  1. 野生時代
  2. 誘惑迷路
  3. ヒロイン
  4. 陽灼けしたスケッチ
  5. ときめきFALL IN YOU
  6. シンデレラ・リバティもへっちゃら
  7. し・あ・わ・せカーニバル
  8. ボーイズ・アンド・ガールズ
  9. 微笑むあなたに会いたい
  10. ガールフレンド
  11. 恋はファンキーボーイ
  12. リトル・フレンズ
5. SURPRISE （1989.08.21）-マスターピース・コレクション・フィーメル・シティポップ名作選 UHQCD復刻（2023.8.30）
  1. ロマンスにはタイミング
  2. BABY PINK
  3. ちょっとだけくずしたい
  4. NOBODY KNOWS
  5. フランスの夏・ブロンズの海
  6. JUN
  7. 彼女のワールド
  8. シャ・ノワール
  9. NO NO トラブル
  10. 夜明けをほどいて
6. Cosmopolitan （1991.11.21）
  1. 昭和
  2. 22歳 （アルバム・ミックス）
  3. 卒業
  4. あなたに包まれて
  5. 刹那
  6. 夢が叶う
  7. 硝子の舟
  8. ヴィーナスたちの風景
  9. 戻ってきて
  10. チルドレン・オブ・ザ・ワールド （アルバム・ミックス）
7. ACTRESS 〜Screen Music Collection〜 （1994.10.21）
  1. アンチェインド・メロディ
  2. 愛は翼にのって
  3. 愛は吐息のように
  4. エンドレス・ラヴ
  5. ア・ホール・ニュー・ワールド
  6. イフ・ウィ・ホールド・オン・トゥゲザー
  7. ある愛の詩
  8. ひまわり
  9. ザ・サウンド・オブ・サイレンス
  10. ムーン・リヴァー
  11. テーマ・フロム・マホガニー
  12. 星に願いを
8. PICTURE BRIDE 〜Reggae in Hawaii〜 （1995.06.21）
  1. MAYBE TONIGHT
  2. JAMAICA FAREWELL
  3. MARRIED MEN
  4. TALK TO ME
  5. WINSTON O'REILLY
  6. LA VIE EN ROSE
  7. PRETEND
  8. SUKIYAKI
  9. THANK YOU BABY
  10. PICTURE BRIDE
9. 野生時代 ハミング・バード・イヤーズ・コンプリート・シングルス（2015.02.18）[20]
  1. 野生時代
    - 作詞：大津あきら／作曲：いけたけし／編曲：若草恵

  2. I Miss You
    - 作詞・作曲：杉原葉子／編曲：若草恵

  3. ヒロイン
    - 作詞：大津あきら／作曲：鈴木キサブロー／編曲：若草恵

  4. 銀河のエトランゼ
    - 作詞：大津あきら／作曲：鈴木キサブロー／編曲：若草恵

  5. ときめき FALL IN YOU
    - 作詞：高村圭／作曲：山崎稔／編曲：大谷和夫

  6. 素敵なミステイク
    - 作詞・作曲：高橋研／編曲：大谷和夫

  7. シンデレラ・リバティもへっちゃら
    - 作詞：売野雅勇／作曲：芹澤廣明／編曲：大谷和夫

  8. Diaryは秘密でいっぱい
    - 作詞：売野雅勇／作曲：芹澤廣明／編曲：大谷和夫

  9. し・あ・わ・せ カーニバル
    - 作詞：岩里祐穂／作曲：芹澤廣明／編曲：和泉一弥

  10. 愛になりたい
    - 作詞：岩里祐穂／作曲：芹澤廣明／編曲：和泉一弥

  11. 微笑むあなたに会いたい
    - 作詞：浅見純／作曲：鈴木キサブロー／編曲：矢野立美

  12. 幸福
    - 作詞：三浦徳子／作曲：小杉保夫／編曲：矢野立美

  13. ガールフレンド
    - 作詞：秋谷銀四郎／作曲：鈴木キサブロー／編曲：矢野立美

  14. ハートブレイクの微笑
    - 作詞：松井五郎／作曲：鈴木キサブロー／編曲：和泉一弥

  15. 君のハートにタッチ
    - 作詞：吉元由美／作曲・編曲：芹澤廣明

  16. TEARS FOR GIRLS
    - 作詞：吉元由美／作曲：芹澤廣明／編曲：Light House Project

### ビデオ
- Sensation（1985年、ビクター）
- Boys & Girls（1986年、ビクター）

### 参加作品
- TRF オリジナルアルバム『Lif-e-Motions』（2006/2/16）
  - Disc-2 Track-6 masquerade meets Youki Kudoh

### みんなのうた
NHK『みんなのうた』では以下の2曲が放送された。どちらとも工藤歌唱による音源化はされていない。
- 『ケンちゃん』（1985年8月 - 9月放送）[21]：作詞・作曲・上園賢一、編曲・船守秀一。映像は堀口忠彦のアニメ。「ケンちゃん」と呼ばれている少年に対する少女の気持ちを歌っている。
- 『あいこでしょ』（1988年8月 - 9月放送）[22]：作詞・遠藤幸三、作曲・編曲・YOSHINOBU。ひばり児童合唱団と共に歌唱。映像は旭プロダクション、渡辺三千成。じゃんけんの三すくみをテーマにした楽曲。

### タイアップ
| 年     | 楽曲                     | タイアップ                                                 |
| ------ | ------------------------ | ---------------------------------------------------------- |
| 1985年 | ときめきFALL IN YOU      | ライオン「フルーツシャワーシャンプー」イメージソング       |
| 1986年 | し・あ・わ・せカーニバル | フジテレビ系アニメ「愛少女ポリアンナ物語 (第1部)」OPテーマ |
| 1986年 | 愛になりたい             | フジテレビ系アニメ「愛少女ポリアンナ物語 (第1部)」EDテーマ |
| 1986年 | 微笑むあなたに会いたい   | フジテレビ系アニメ「愛少女ポリアンナ物語 (第2部)」OPテーマ |
| 1986年 | 幸福                     | フジテレビ系アニメ「愛少女ポリアンナ物語 (第2部)」EDテーマ |
| 1986年 | ガールフレンド           | テレビ東京系ドラマ「一休さん・喝!」EDテーマ                |
| 1987年 | 君のハートにタッチ       | ミュージカル「タッチ」テーマソング                         |
| 1987年 | TEARS FOR GIRLS          | ミュージカル「タッチ」挿入歌                               |
| 1990年 | CHILDREN OF THE WORLD    | 文化放送「パンゲア計画」テーマソング                       |
| 1991年 | 昭和                     | 映画「戦争と青春」イメージソング                           |
| 1993年 | 旅立ちの唄               | ミュージカル「魔女の宅急便」主題歌                         |
| 1994年 | 想い出はエメラルド       | テレビ東京系「工藤夕貴の地球に夢中」テーマソング           |
| 1995年 | MAYBE TONIGHT            | テレビ東京系「突撃!家族ウォーズ」EDテーマ                  |

## 書籍
- 王女シルビア（1991年：小学館：ISBN 4093633614）
- カッコ悪くてもこれが私だもん（1997年：実業之日本社：ISBN 4408102466）
- 工藤夕貴のアイウエオ式発音革命〈英語DVDブック〉（2007年： アスコム：ISBN 978-4-776-20363-6）[注 2]
- ハリウッドが教えてくれた人生で一番大切なこと（2013年：ベストセラーズ：ISBN 978-4-584-13470-2）
- 作家主義　相米慎二2023　台風クラブ　シナリオ完全採録-インタビュー（2023年：A PEOPLE：ISBN-10 4909792449）

### 写真集
- 工藤夕貴写真集/1st ILLUSION（1985年1月17日 清水清太郎 撮影 ISBN 4-01-009822-8）
- 工藤夕貴―CAPRICORN（1989年 山岸 伸 撮影 ISBN 978-4764816046）
- Kudos（1999年：テイアイエス：Doane Gregory撮影、ISBN 978-4-886-18192-3）